# Logística verde

## Logística verde
La logística verde (o green logistics, en inglés) es una corriente dentro de la logística que busca medir y minimizar el impacto ambiental de las actividades logísticas, incluyendo el transporte, almacenamiento, embalaje y distribución de bienes y servicios. Este enfoque pretende lograr un equilibrio entre la eficiencia económica y la sostenibilidad ambiental, promoviendo prácticas que reduzcan la huella de carbono, optimicen los recursos y fomenten la responsabilidad ambiental empresarial.

## Origen y evolución
El concepto de logística verde surgió a mediados de la década de 1980, cuando comenzaron a cobrar relevancia los efectos medioambientales de las actividades logísticas. Desde entonces, se han desarrollado enfoques interdisciplinarios y holísticos que integran tecnología avanzada, responsabilidad corporativa y optimización de procesos para reducir los efectos negativos sobre el medio ambiente.

## Componentes y niveles de acción
Las medidas de logística verde se implementan en diferentes niveles:
- Producto y mercado: diseño ecológico del producto y su embalaje.
- Estructura: planificación de redes logísticas sostenibles.
- Procesos: optimización de rutas y cargas.
- Tecnología: uso de vehículos eléctricos o híbridos, combustibles alternativos como el amoníaco verde, y tecnologías IT de control logístico.
- Actores: colaboración entre empresas, empleados, proveedores y clientes conscientes del impacto ambiental.[4]

## Beneficios
Entre los beneficios más destacados de aplicar estrategias de logística verde se encuentran:
- Reducción de emisiones contaminantes.
- Mejora de la reputación corporativa.
- Ahorro energético y de costos operativos a mediano plazo.
- Cumplimiento de normativas ambientales.
- Mayor competitividad en mercados que valoran la sostenibilidad.[5][6]

## Desafíos
A pesar de sus beneficios, la logística verde enfrenta desafíos como:
- Dificultad para rastrear toda la cadena de suministro.
- Costos iniciales elevados en infraestructura y tecnología.
- Conflicto entre el aumento de ventas y la reducción de emisiones.
- Falta de formación específica en sostenibilidad logística.[7][8]

## Aplicaciones prácticas
Algunas prácticas comunes incluyen:
- Optimización de rutas para reducir kilómetros recorridos.
- Agrupación de envíos (load pooling).
- Uso de embalajes reciclables y biodegradables.
- Implantación de flotas eléctricas o híbridas.
- Automatización energética en almacenes.[9][10]

## Tendencias recientes en logística verde
Circularidad en la cadena de suministro: Se destaca una tendencia creciente hacia el diseño de productos considerando su ciclo completo de vida, mediante la reutilización, reciclaje y la reducción de desechos desde el origen. 
Tendencias tecnológicas y sostenibilidad en logística: La logística verde se integra con la automatización avanzada, robótica colaborativa, inteligencia artificial, gemelos digitales, transporte intermodal y logística urbana de última milla inteligente

## En México
En México, la logística verde está cobrando mayor relevancia debido a políticas públicas y la presión social por parte de consumidores e inversionistas. Grandes compañías han comenzado a adoptar medidas sostenibles y fomentar alianzas con proveedores que demuestren compromiso con la reducción de emisiones.